# الجنس والمدينة (فلم)
الجنس والمدينة (بالإنجليزية: Sex and the City) هو فيلم كوميديا رومانسية إنتاج 2008 من إخراج وكتابة مايكل كينغ وبطولة سارة جيسيكا باركر، كيم كاترال، كريستين دافيس وسينثيا نيكسون.تم عرض الفيلم في مايو 2008 في الولايات المتحدة.